# Maida Vale Studios

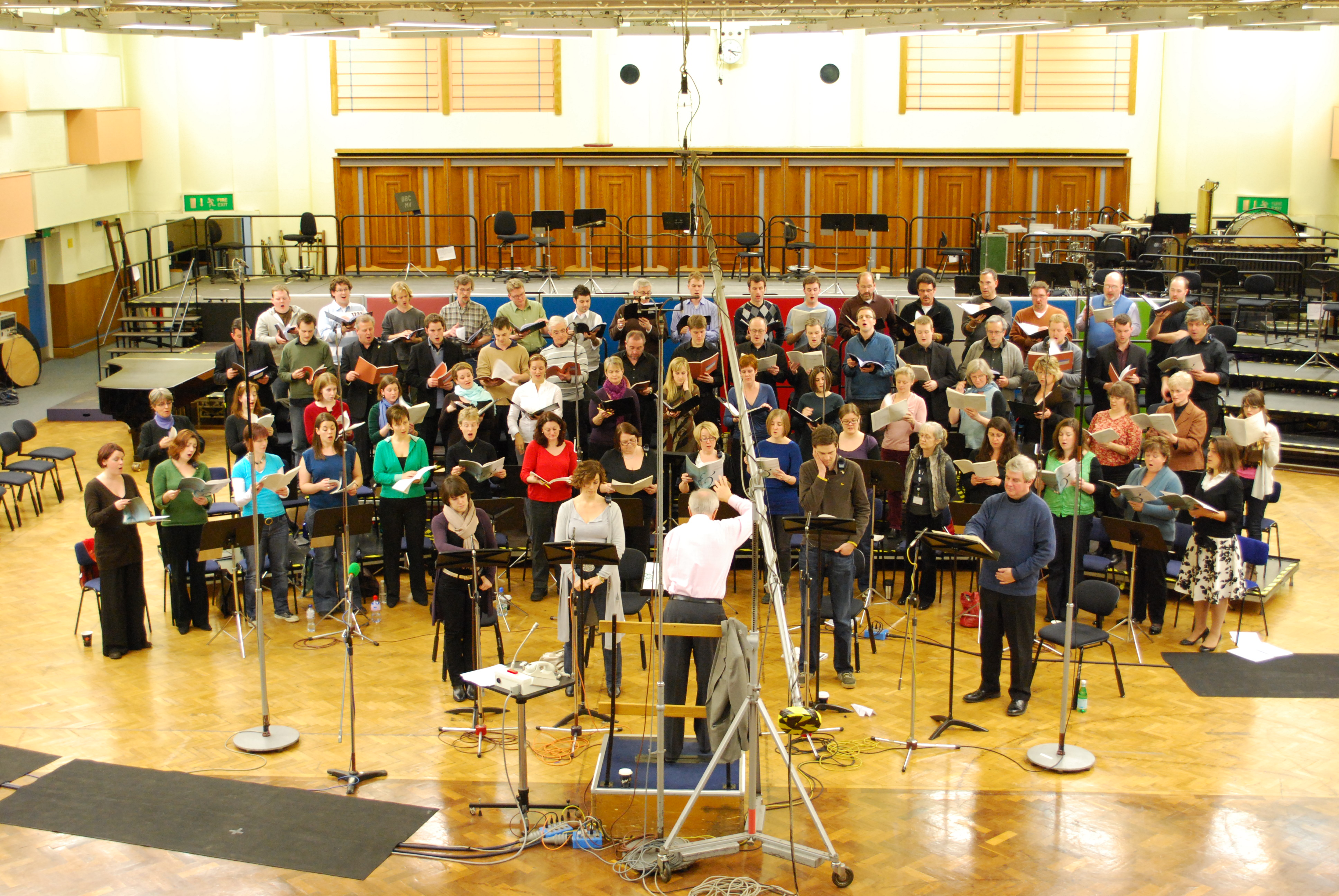
BBC Singers (chór kameralny BBC) oraz personel techniczny w czasie nagrania w studiu MV1

Maida Vale Studios – ośrodek studyjny radia BBC, położony w centrum Londynu, przy ulicy Delaware Road w gminie City of Westminster, a ściślej w jej części znanej jako Maida Vale.

## Historia
Budynek mieszczący dziś studia został wzniesiony w 1909 jako obiekt przeznaczony do uprawiania wrotkarstwa, jego najważniejszym elementem był wielki, zadaszony tor wrotkarski. W 1933 gmach kupiło BBC, które przeznaczyło go na siedzibę swojej głównej londyńskiej orkiestry symfonicznej – BBC Symphony Orchestra. Z myślą o transmisjach koncertów orkiestry urządzono tam największe w ówczesnym Londynie studio radiowe, w którym mogło pomieścić się nawet 150 muzyków, zaś kolejne 200 osób mogło zasiąść na widowni. W czasie II wojny światowej gmach był tymczasową siedzibą pionu informacyjnego BBC. 
Począwszy od 1946 Maida Vale Studios służą jako miejsce nagrywania, a niekiedy także transmisji na żywo, występów muzyków z myślą o ich emisji na antenie stacji radiowych BBC. Początkowo głównym odbiorcą produkowanych tu nagrań był Program Trzeci BBC, przemianowany później na BBC Radio 3 i specjalizujący się w muzyce poważnej. W drugiej połowie lat 50. do Maida Vale zawitał jazz, a wkrótce później pop i inne gatunki muzyki rozrywkowej, emitowane na BBC Radio 1 i BBC Radio 2. Działalność ośrodka rozszerzono także o nagrania słuchowisk dla BBC Radio 4. W latach 1967–2004 w Maida Vale nagrywano program John Peel Sessions, w ramach którego zaproszeni przez Johna Peela artyści wykonywali swoje minirecitale (z reguły liczące około czterech utworów), emitowane następnie w Radio 1. Obecnie w podobny sposób Maida Vale wykorzystuje m.in. Jamie Cullum, który prezentuje zrealizowane tu nagrania występów czołowych muzyków jazzowych w ramach swojego magazynu jazzowego na Radio 2.

## Studia
Obecnie w skład kompleksu Maida Vale wchodzi siedem studiów: 
- MV1 – jedno z największych studiów nagraniowych w Wielkiej Brytanii, liczące 756 m² powierzchni, powstało jako pierwsze i wciąż – od prawie 80 lat – stanowi główną siedzibą BBC Symphony Orchestra
- MV2 – pierwotnie drugie duże studio w kompleksie, później zostało przekształcone w salę prób, używaną zwłaszcza przez chóry BBC
- MV3 – trzecie duże studio, przeznaczone dla muzyki rozrywkowej, wykorzystywane głównie przez BBC Radio 1 i Radio 2
- MV4 – nieco mniejsze studio, przeznaczone dla wokalistów i niewielkich zespołów, służące głównie BBC Radio 1
- MV5 – kolejne studio wykorzystywane głównie w programach BBC Radio 1, bardzo często realizowane tam występy emitowane są na żywo
- MV6 – studio przeznaczone do nagrywania słuchowisk, dedykowane głównie BBC Radio 4
- MV7 – pierwotnie drugie studio do nagrywania audycji mówionych, obecnie zamienione w powierzchnię magazynową